# João Valido (calciatore)
João Nuno Figueiredo Valido (Setúbal, 3 marzo 2000) è un calciatore portoghese, portiere dell'Arouca.

## Carriera

### Club
Cresciuto nel settore giovanile del Vitória Setúbal, fra il 2016 ed il 2018 ha militato nel settore giovanile del Benfica prima di far ritorno al club gialloverde. Ha debuttato in prima squadra il 18 ottobre 2020 nell'incontro di Campeonato de Portugal vinto 1-0 contro il Moncarapachense.
Il 5 luglio 2022 è stato acquistato a titolo definitivo dall'Arouca, dove è stato il portiere titolare per le due coppe nazionali. Ha debuttato in Primeira Liga il 27 maggio 2023 entrando in campo nei minuti finali dell'incontro vinto 2-0 contro la Portimonense.

### Nazionale
Ha giocato nelle nazionali giovanili portoghesi Under-18, Under-19 ed Under-20.

## Statistiche

### Presenze e reti nei club
Statistiche aggiornate al 10 maggio 2025.
| Stagione        | Squadra         | Campionato      | Campionato | Campionato | Coppe nazionali | Coppe nazionali | Coppe nazionali | Coppe continentali | Coppe continentali | Coppe continentali | Altre coppe | Altre coppe | Altre coppe | Totale | Totale |
| Stagione        | Squadra         | Comp            | Pres       | Reti       | Comp            | Pres            | Reti            | Comp               | Pres               | Reti               | Comp        | Pres        | Reti        | Pres   | Reti   |
| --------------- | --------------- | --------------- | ---------- | ---------- | --------------- | --------------- | --------------- | ------------------ | ------------------ | ------------------ | ----------- | ----------- | ----------- | ------ | ------ |
| 2020-2021       | Vitória Setúbal | CdP             | 25         | -29        | CP              | 1               | -1              | -                  | -                  | -                  | -           | -           | -           | 26     | -30    |
| 2021-2022       | Vitória Setúbal | TL              | 27         | -35        | CP              | 2               | -2              | -                  | -                  | -                  | -           | -           | -           | 29     | -37    |
| 2022-2023       | Arouca          | PL              | 1          | 0          | CP+CdL          | 3+4             | -5, -2          | -                  | -                  | -                  | -           | -           | -           | 8      | -7     |
| 2023-2024       | Arouca          | PL              | 1          | 0          | CP+CdL          | 0+1             | 0               | -                  | -                  | -                  | -           | -           | -           | 2      | 0      |
| 2024-2025       | Arouca          | PL              | 4          | -5         | CP+CdL          | 1+0             | 0               | -                  | -                  | -                  | -           | -           | -           | 5      | -5     |
| Totale carriera | Totale carriera | Totale carriera | 58         | -69        |                 | 12              | -10             |                    | -                  | -                  |             | -           | -           | 70     | -79    |